# الاستشعار الصوتي الموزع عبر الألياف البصرية

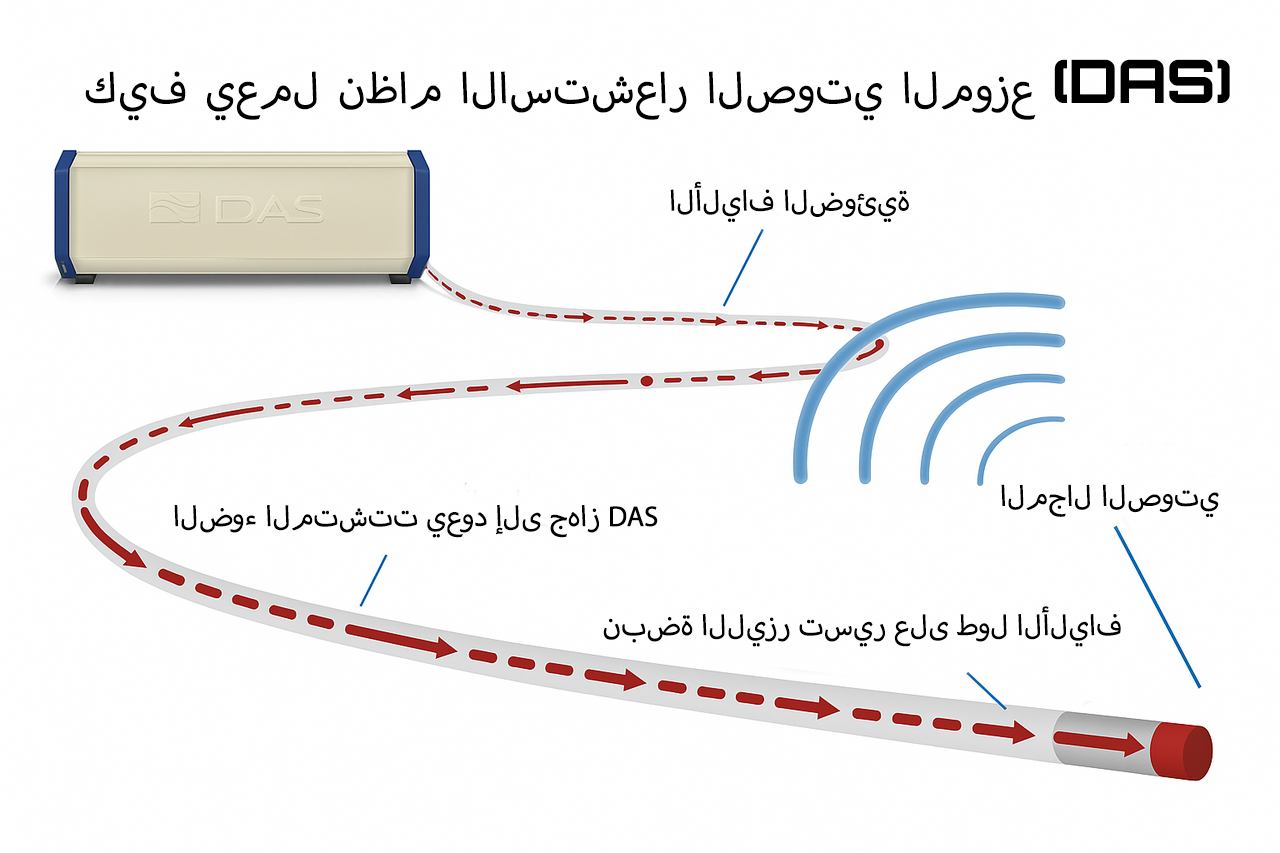
توضيح مبدأ عمل نظام الاستشعار الصوتي الموزع (DAS)، حيث يُرسل نبض ليزري عبر الألياف الضوئية، وينعكس الضوء المشتت ليتم تحليله للكشف عن الموجات الصوتية.

الإستشعار الصوتي الموزع (DAS) (بالإنجليزية: Distributed acoustic sensing) هو نظام مراقبة متقدم يستخدم الألياف البصرية كأجهزة استشعار موزعة على طول مساراتها، مما يسمح بالكشف المستمر والدقيق للاهتزازات والتغيرات الفيزيائية عبر آلاف الكيلومترات من الألياف دون الحاجة إلى تركيب حساسات منفصلة. يعتمد DAS على تحليل التغيرات الطفيفة في الضوء المنتشر والمرتد نتيجة للتغيرات الميكانيكية أو الحرارية التي تؤثر على الألياف.

## أساسيات الاستشعار بالألياف البصرية المعتمد على تشتت رايلي
يقوم نظام الاستشعار الموزع المعتمد على تشتت رايلي بإرسال نبضة متماسكة من الليزر عبر الألياف البصرية، مما يجعل مواقع التشتت داخل الألياف تعمل كجهاز تداخل موزع بطول قياس يعادل تقريبًا طول النبضة. ويتم قياس شدة الضوء المنعكس كدالة للزمن بعد إرسال نبضة الليزر، وهو ما يُعرف بـ"قياس الانعكاس الزمني البصري المتماسك لتشتت رايلي" (COTDR). وعندما تنتهي النبضة من الانتقال عبر طول الألياف والعودة، يمكن إرسال نبضة الليزر التالية. وتحدث التغيرات في شدة الانعكاس للنبضات المتعاقبة القادمة من نفس المنطقة بسبب تغيرات في طول المسار البصري لتلك المنطقة من الألياف. يتميز هذا النوع من الأنظمة بحساسية عالية للتغيرات في كلٍ من الإجهاد ودرجة الحرارة، كما يمكن إجراء القياسات تقريبًا في جميع أقسام الألياف بشكل متزامن.
توفر هذه التقنية قدرة استشعار عالية الدقة في الوقت الحقيقي، مع إمكانية تغطية مسافات طويلة تصل إلى عشرات الكيلومترات باستخدام كابل ألياف ضوئية واحد فقط، مما يجعلها مثالية لتطبيقات مراقبة البنية التحتية، الأمن، والمراقبة البيئية.

## التطبيقات العملية
- مراقبة خطوط الأنابيب النفطية والغازية للكشف المبكر عن التسربات والاهتزازات غير الطبيعية.
- حماية الحدود ومراقبة المناطق الحساسة عبر اكتشاف الأنشطة غير المصرح بها.
- رصد الهزات الأرضية والظواهر الجيولوجية الأخرى.
- مراقبة أنظمة السكك الحديدية والطرق للكشف عن الحوادث والتآكل.
- تطبيقات صناعية متنوعة تتطلب مراقبة مستمرة ودقيقة للأجهزة والمعدات.

## المزايا التقنية
- عدم الحاجة إلى تركيب أجهزة استشعار منفصلة على طول الألياف، مما يقلل التكلفة والتعقيد.
- مقاومة عالية للتداخلات الكهرومغناطيسية، مما يسمح باستخدامها في بيئات صناعية قاسية.
- دقة زمنية ومكانية عالية تتيح تحديد مواقع الاهتزازات بدقة تصل إلى بضعة أمتار.
- قدرة على العمل في ظروف بيئية متنوعة مع موثوقية عالية.